# Jimmy N'Tongo
Jimmy N'Tongo is een personage uit de Vlaamse politieserie Zone Stad en wordt gespeeld door George Arrendell. Hij is van Afrikaanse origine. Zijn vader was van Afrikaanse afkomst en zijn moeder was een Vlaamse.
Jimmy is te zien vanaf de tweede aflevering van het derde seizoen, tot en met de derde aflevering van het achtste seizoen. In de vierde aflevering nog in flashbacks, die tellen niet mee.

## Seizoen 3
Nu Jean Verbeken het team heeft verlaten, vormt Jean Bellon een team met Gwennie. De twee kunnen het echter helemaal niet met elkaar vinden, en dus vraagt Jean aan Hoofdcommissaris Treunen om een nieuwe partner. Die krijgt hij: Jimmy N'Tongo.
Jimmy is van Afrikaanse afkomst en is daarom ook vaak een goede hulp bij probleemsituaties met allochtonen. Jean noemt hem steevast de witte.

## Seizoen 4
Dit seizoen vormt Jimmy een team met Mike Van Peel. De twee lijken het goed met elkaar te kunnen vinden.
Jimmy heeft al een tijdje een vaste vriendin. Plots blijkt dat haar familie verwikkeld zit in een zaak rond mensenhandel. Omdat zijn collega's naar zijn mening de zaak niet serieus genoeg nemen, trekt Jimmy alleen op onderzoek uit. De mensensmokkelaars willen afrekenen met Jimmy en droppen hem met een betonblok aan zijn benen het kanaal in. Het team komt echter achter Jimmy's geheime onderzoek, en haasten zich naar de haven. Jimmy's partner Mike kan hem net op tijd uit het water redden.

## Seizoen 5
Jimmy komt in nauwe schoentjes te zitten wanneer hij verdacht wordt van de moord op een lid van zijn boksclub. Als alle aanwijzingen in zijn richting beginnen wijzen, lijkt zijn collega Mike de enige die nog in zijn onschuld gelooft. Terecht blijkt later, want Jimmy had niets met de moord te maken.
Aan het einde van het seizoen wordt Jimmy aangereden tijdens een alcoholcontrole. Zijn leven hangt aan een zijden draadje.

## Seizoen 6
Jimmy is nog steeds niet volledig hersteld en wordt gedwongen tot bureauwerk. Met grote tegenzin neemt hij de job van baliebediende op zich, terwijl Els voorlopig de partner van Mike wordt. Na zijn revalidatie gaat hij weer gewoon als inspecteur aan de slag.

## Seizoen 7
Jimmy is het relatief saaie politiewerk beu en heeft de ambitie om voor het Bijzonder Bijstandsteam te gaan werken. Hij raakt al snel door de selectierondes en neemt afscheid van zijn collega's. Een corruptieschandaal verplicht hem er echter toe zijn oude job van inspecteur weer op te nemen. Hij is hier aanvankelijk niet blij mee, maar moet uiteindelijk wel toegeven dat er niets boven de collegialiteit onder het team van Zone Stad gaat.
Door toenemende plagerijen van zijn partner Mike, gaat Jimmy op zoek naar een vriendin. Via het internet komt hij in contact met een knappe jonge vrouw, die de allures van een fotomodel heeft. In werkelijkheid blijkt Barbara een gezette vrouw op leeftijd te zijn. Jimmy schrikt, maar kan het wel met haar vinden en de twee belanden samen in bed. Hij is er echter als de dood voor dat zijn machovrienden, en Mike in het bijzonder, achter de ware aard van Barbara komen. Wanneer ze merkt dat hij zich voor haar schaamt, dumpt ze hem onmiddellijk.

## Seizoen 8
De vader van de vermoorde Fien Bosvoorde overhandigt Jimmy een bewijsstuk dat de politie kennelijk vergeten meenemen was: het gsm-toestel van gangster Seppe. Lucas Neefs reageert uiterst zenuwachtig op deze vondst, wat Jimmy ertoe aanzet het toestel stiekem zelf te onderzoeken. Hij kan zijn oren niet geloven wanneer hij de geluidsopname hoort waarin Lucas aan Seppe vraagt om Tom Segers uit de weg te ruimen. Jimmy geeft Lucas 24 uur de tijd om zichzelf aan te geven, zo niet zal hij hem verlinken. De volgende dag wordt het levenloze lichaam van Jimmy aangetroffen met een kogel door het hoofd. Iedereen vermoedt dat het om zelfmoord gaat, maar uiteindelijk zal blijken dat hij is vermoord door Veerle Goderis, de stalkster van Lucas.